# Burni Kalempun
Burni Kalempun är ett berg i Indonesien.   Det ligger i provinsen Aceh, i den västra delen av landet, 1 600 km nordväst om huvudstaden Jakarta. Toppen på Burni Kalempun är 1 304 meter över havet, eller 58 meter över den omgivande terrängen. Bredden vid basen är 0,50 km.
Terrängen runt Burni Kalempun är lite bergig.Runt Burni Kalempun är det mycket glesbefolkat, med 2 invånare per kvadratkilometer. I omgivningarna runt Burni Kalempun växer i huvudsak städsegrön lövskog.